# 1996년 하계 올림픽 라트비아 선수단
1996년 하계 올림픽 라트비아 선수단은 1996년 애틀란타 하계 올림픽에 참가한 올림픽 라트비아 선수단이다.

## 메달리스트
- 이반스 클레멘티예우스 - 카누 남자 C-1 1000m

## 종목별 성적

### 육상
남자 400m 허들
- 에길스 테벨리스
  - 예선 - 50.73초 (→진출 실패)